# Kammerzieler
Der Kammerzieler, auch Reichskammerzieler oder Kammergerichtszieler (Zieler: veralteter Plural hier ursprünglich für Ziel im Sinne des Termins, an dem Abgaben zu entrichten waren, dann davon abgeleitet die Abgabe/Steuer selbst), war die einzige ständige Reichssteuer im Heiligen Römischen Reich. Sie wurde von den Reichsständen als Matrikularbeitrag aufgebracht und diente zur Unterhaltung des Reichskammergerichts (collecta ad sustentationem judicii cameralis destinata).

## Geschichte
Der Kammerzieler als Finanzierungsmittel des Reichskammergerichts geht zurück auf den Reichsabschied von 1548. Der Kammerzieler löste jedoch bereits 1507 den 1505 ausgesetzten Gemeinen Pfennig als Steuer ab, weil sich dessen Einziehung nicht durchsetzen ließ. Zuständig für Berechnung und Einnahme des Kammerzielers war der Reichspfennigmeister. Die Einziehung erfolgte durch die jeweils zuständigen Reichskreise in den Legstädten Augsburg, Frankfurt am Main, Leipzig, Nürnberg und Regensburg.

## „Ziele“ (Zahltermine)
Die Zahltermine wechselten anfangs. Ursprünglich waren jährliche Beiträge vorgesehen; dann wurde erstmals im Wormser Reichsabschied von 1521 (§ 7 und § 12) bestimmt, dass die Beiträge je zur Hälfte auf das Ende der Frankfurter Herbstmesse und die andere Hälfte zur Frankfurter Fasten-Messe fällig und zahlbar waren. Diese Termine setzten sich nach und nach durch. Als nach dem Dreißigjährigen Krieg der Unterhalt des Kammergerichts in Ordnung gebracht werden sollte, wurde das erste Ziel auf den 8. September 1654 (Fest Mariä Geburt = Ende der Frankfurter Herbstmesse) bestimmt und das nächste auf den 25. März 1655 (Fest Mariä Verkündigung = Ende der Frankfurter Fasten-Messe). Bei diesen beiden Terminen ist es dann bis zum Ende des Alten Reichs im Jahre 1806 geblieben.